# Bándy Endre
Bándy Endre (Tényő, 1865. január 29. – 1945.) lévai evangélikus lelkész és esperes, politikus.

## Élete
Miskolcon Zelenka Pál püspök mellett volt káplán, onnan került 1892-ben Lévára. Zelenka halála után a miskolci, majd később az orosházai egyház is meghívta őt lelkésznek, de ő a meghívásokat nem fogadta el. 
1893-tól a lévai katolikus főgimnázium hitoktatója lett.
A felvidéki Magyar Evangélikusok Szövetségének egyházi elnöke.
1934-ben lemondott a barsi evangélikus egyházmegye éléről, ezért örökös tiszteletbeli esperessé választották. Az első bécsi döntést követően segítette a kiutasítottakat. 1942-ig volt a lévai egyház élén, s őt a második világháború végéig Komjáthy Lajos enyingi lelkész váltotta.
A Magyar Újságírók Szövetsége tagja volt. Elnöke volt a Magyar Nemzeti Párt lévai szervezetének. Felesége Cziglan Amália volt, fiuk János 1913-ban 14 évesen hunyt el.

## Művei
- Az egyházi szónok előmunkálatai
- 1896 A lévai ág. h. ev. egyház évkönyve 1896
- 1902 A szórványban lakó ev. hívek lelki gondozásáról. Evangélikus Egyház és Iskola
- 1903 A parochialis könyvtárakról. Evangélikus Egyház és Iskola
- 1904 Jelentés a lelkészi értekezletek működéséről. Evangélikus Egyház és Iskola
- 1911 Ünnepi beszéd és imádság. Léva
- Két egyházi beszéd